# Secrétariat d'État à l'Économie et au Soutien aux entreprises
Le secrétariat d'État à l'Économie et au Soutien aux entreprises d'Espagne (en espagnol : Secretaría de Estado de Economía y Apoyo a la Empresa) est le secrétariat d'État chargé de l'orientation de la politique économique.
Il relève du ministère de l'Économie, du Commerce et des Entreprises.

## Missions

### Fonctions
Le secrétariat d'État à l'Économie et au Soutien aux entreprises est l'organe supérieur du ministère de l'Économie, du Commerce et des Entreprises auquel il revient de proposer et mettre en œuvre la politique gouvernementale en matière de trésorerie de l'État, de gestion de la dette publique, de politique financière et de régulation des entités financières, des marchés de capitaux et des assurances et réassurances, de la capitalisation et des fonds de pension, et de la politique de prévention du blanchiment de capitaux. Il est également chargé de la représentation espagnole dans les institutions financières internationales et différents forums internationaux économiques et financiers, de l'orientation, proposition, coordination et suivi de l'exécution de la politique économique et des politiques sectorielles, et de l'analyse et des prévisions macroéconomiques, ainsi que de la nécessaire interlocution dans ces domaines avec l'Union européenne et les autres organismes économiques et financier internationaux.
Le titulaire du secrétariat d'État est également membre de la commission déléguée du gouvernement aux Affaires économiques, de laquelle il exerce les fonctions de secrétaire.

### Organisation
Le secrétariat d’État s'organise de la manière suivante :
- Secrétariat d'État à l'Économie et au Soutien aux entreprises (Secretaría de Estado de Economía y Apoyo a la Empresa) ;
  - Secrétariat général du Trésor et du Financement international ;
    - Sous-direction générale de l'Analyse financière ;
    - Sous-direction générale de la Coordination et de la Gestion ;
    - Cabinet technique ;
    - Direction générale du Trésor et de la Politique financière ;
      - Sous-direction générale de la Législation financière ;
      - Sous-direction générale des Finances durables et numériques ;
      - Sous-direction générale de l'Inspection et du Contrôle des mouvements de capitaux ;
      - Sous-direction générale de la Gestion de la Trésorerie de l'État ;
      - Sous-direction générale de la Gestion de la dette publique ;

    - Direction générale du Financement international ;
      - Sous-direction générale des Affaires économiques et financières de l'Union européenne ;
      - Sous-direction générale des Banques multilatérales de développement, du FMI et du G20 ;
      - Sous-direction générale de la Gestion de la dette extérieure et du Financement international ;

  - Direction générale de la Politique économique ;
    - Sous-direction générale pour le secrétariat technique de la commission déléguée du gouvernement aux Affaires économiques ;
    - Sous-direction générale des Politiques sociales et du Capital humain ;
    - Sous-direction générale de l'Analyse sectorielle ;
    - Sous-direction générale de l'Amélioration de la régulation, du Soutien aux entreprises et de la Concurrence ;
    - Institut pour l'Évaluation des politiques publiques ;

  - Direction générale de l'Analyse économique ;
    - Sous-direction générale de la Conjoncture et des Prévisions économiques ;
    - Sous-direction générale de l'Analyse économique et de la Coordination internationale ;

  - Direction générale des Assurances et Fonds de retraites ;
    - Sous-direction générale de la Régulation et des Relations internationales ;
    - Sous-direction générale de l'Inspection ;
    - Sous-direction générale de la Solvabilité ;
    - Sous-direction générale des Autorisations, des Conduites du marché et de la Distribution ;
    - Sous-direction générale de l'Organisation, des Études et de la Prévision sociale complémentaire ;

  - Institut national de la statistique (INE) ;
  - Institut officiel de crédit (ICO) ;
  - Commission nationale des Marchés et de la Concurrence (CNMC) ;
  - Commission nationale du marché des valeurs (CNMV) ;
  - Autorité administrative indépendante FROB.

## Titulaires
| Titulaire                                                                  | Titulaire                      | Début      | Fin         | Parti | Ministre de l'Économie       |
| -------------------------------------------------------------------------- | ------------------------------ | ---------- | ----------- | ----- | ---------------------------- |
|                                                                            | José Ramón Álvarez Rendueles   | 12/07/1977 | 06/03/1978  | Sans  | Enrique Fuentes Quintana     |
|                                                                            | José Luis Leal                 | 06/03/1978 | 06/04/1979  | UCD   | Fernando Abril Martorell     |
|                                                                            |                                |            |             |       |                              |
|                                                                            | Miguel Ángel Fernández Ordóñez | 08/12/1982 | 01/12/1986  | PSOE  | Miguel Boyer Carlos Solchaga |
|                                                                            | Guillermo de la Dehesa         | 01/12/1986 | 21/07/1988  | Sans  | Carlos Solchaga              |
|                                                                            | Pedro Pérez Fernández          | 21/07/1988 | 24/07/1993  | Sans  | Carlos Solchaga              |
|                                                                            | Alfredo Pastor                 | 24/07/1993 | 25/11/1995  | Sans  | Pedro Solbes                 |
|                                                                            | Manuel Conthe                  | 25/11/1995 | 08/05/1996  | Sans  | Pedro Solbes                 |
|                                                                            | Cristóbal Montoro              | 08/05/1996 | 29/04/2000  | PP    | Rodrigo Rato                 |
|                                                                            | José Folgado                   | 29/04/2000 | 13/07/2002  | PP    | Rodrigo Rato                 |
|                                                                            | Luis de Guindos                | 13/07/2002 | 20/04/2004  | Sans  | Rodrigo Rato                 |
|                                                                            | David Vegara                   | 20/04/2004 | 18/05/2009  | PSC   | Pedro Solbes Elena Salgado   |
|                                                                            | José Manuel Campa              | 18/05/2009 | 24/12/2011  | Sans  | Elena Salgado                |
|                                                                            | Fernando Jiménez Latorre       | 24/12/2011 | 30/08/2014  | Sans  | Luis de Guindos              |
|                                                                            | Íñigo Fernández de Mesa        | 30/08/2014 | 12/2016     | Sans  | Luis de Guindos              |
|                                                                            | Irene Garrido                  | 12/2016    | 19/06/2018  | PP    | Luis de Guindos              |
|                                                                            | Ana de la Cueva                | 19/06/2018 | 12/05/2021  | Sans  | Nadia Calviño                |
|                                                                            | Gonzalo García Andrés          | 12/05/2021 | 10/01/2023  | Sans  | Nadia Calviño                |
|                                                                            | Israel Arroyo Martínez         | 10/01/2023 | En fonction | Sans  | Carlos Cuerpo                |
| Titres successifs : - Depuis 2011 : Économie et au Soutien aux entreprises |                                |            |             |       |                              |